# 戴中
戴中（1438年—？），字師中，江西臨江府新淦縣人，明朝政治人物。進士出身。

## 生平
江西鄉試第四十五名。成化二年（1466年）丙戌科會試第三十四名，殿試登進士第三甲第一百一十六名。

## 家族
曾祖父戴原亮。祖父戴懋安。父亲戴允元。